# FT Близнецов
FT Близнецов (лат. FT Geminorum) — двойная затменная переменная звезда типа W Большой Медведицы (EW) в созвездии Близнецов на расстоянии (вычисленном из значения параллакса) приблизительно 12 058 световых лет (около 3 697 парсек) от Солнца. Видимая звёздная величина звезды — от +14,2m до +13,5m. Орбитальный период — около 0,5876 суток (14,103 часов).
Открыта Куно Хофмейстером в 1944 году.

## Характеристики
Первый компонент — белая звезда спектрального класса A. Эффективная температура — около 8333 К.
Второй компонент — белая звезда спектрального класса A.